# Commercial Resupply Services
 (janvier 2025).
Si vous disposez d'ouvrages ou d'articles de référence ou si vous connaissez des sites web de qualité traitant du thème abordé ici, merci de compléter l'article en donnant les références utiles à sa vérifiabilité et en les liant à la section « Notes et références ».
Pour les articles homonymes, voir CRS.

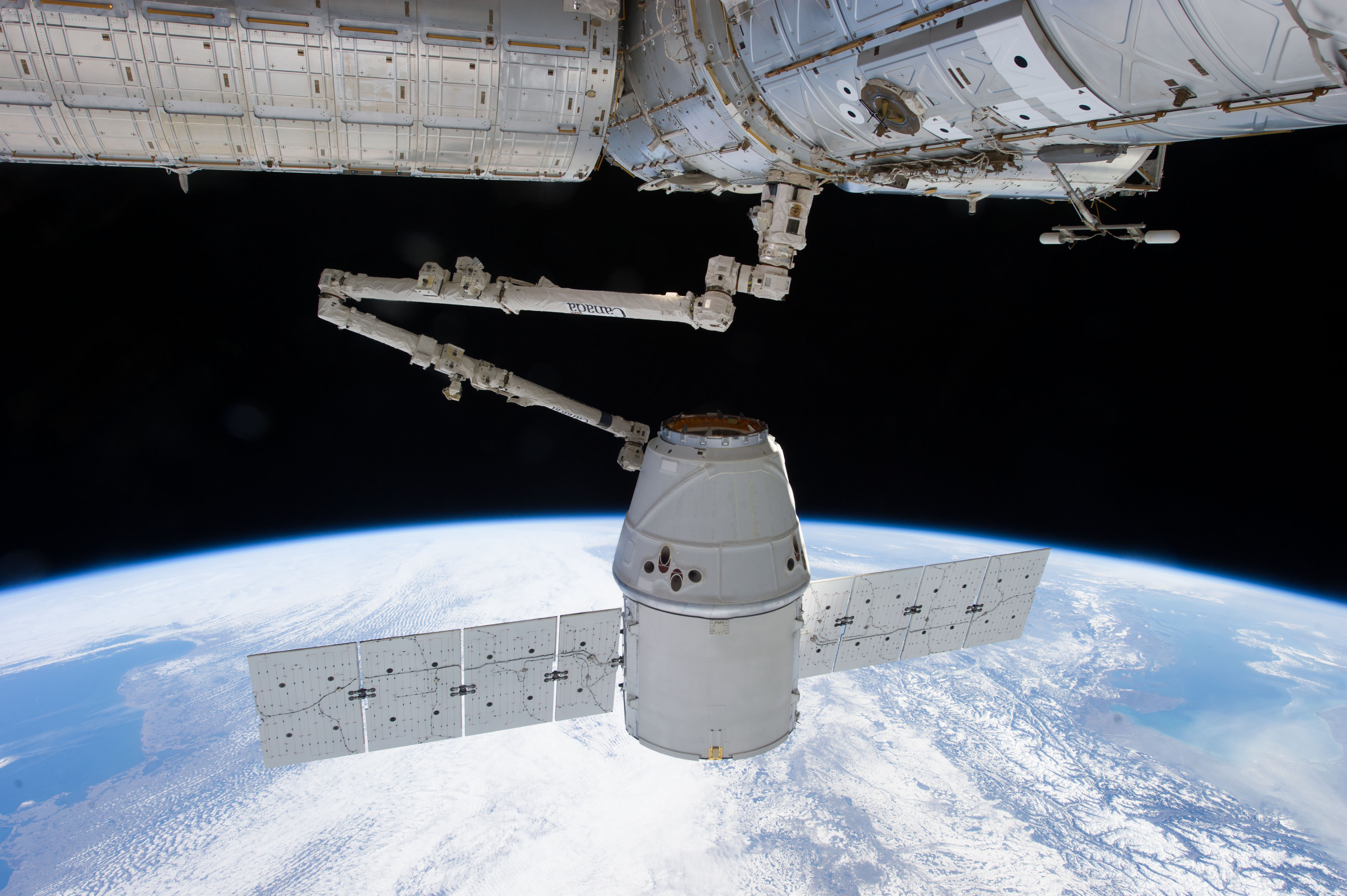
Amarrage du SpaceX Dragon à l'ISS.

Les Commercial Resupply Services (en français : Services commerciaux de ravitaillement) ou CRS sont une série de contrats commerciaux passés entre 2008 et 2016 par la NASA (l'agence spatiale américaine) avec des opérateurs privés dans le but de ravitailler la Station spatiale internationale (ISS). L'objectif est de continuer à ravitailler en consommables, pièces de rechange et expériences scientifiques après le retrait de la navette spatiale américaine.  
Dans le cadre d'une première série de contrats signés en 2008 (CRS 1), la société SpaceX avec son vaisseau cargo Dragon doit lancer 12 missions de ravitaillement ayant une capacité totale de 20 tonnes pour un montant de 1,6 milliard de dollars américains et Orbital Sciences pour transporter avec son vaisseau cargo Cygnus 20 tonnes de fret dans le cadre de 8 missions pour un montant de 1,9 milliard de dollars. Des avenants à ces contrats en 2015 font passer respectivement à 20 et 10 le nombre total de missions de ravitaillement assurés par SpaceX et Orbital ATK. 
Une seconde série de contrats signés en 2016 (CRS 2) avec les deux sociétés auquel s'ajoute Sierra Nevada Corporation avec son vaisseau cargo Dream Chaser pour assurer le ravitaillement de la Station spatiale internationale entre 2019 et 2030. La NASA a attribué 2,7 milliards de dollars à Orbital Sciences (rachetée par Northrop Grumman), 1,4 milliard de dollars à Sierra Nevada Corporaton et 2,8 milliards de dollars à SpaceX, pour un total de 6,9 milliards de dollars. 